# Рысев, Михаил Степанович
Михаил Степанович Ры́сев (1881, Тобольская губерния — после 1933) — крестьянин, владелец кожевенного завода, туринский городской староста (1911—1912), депутат IV Государственной думы Российской империи от Тобольской губернии (1912—1917).

## Биография
Михаил Рысев родился в 1881 году в Туринской городовой волости одноимённого уезда (Тобольская губерния) — сегодня это часть города Туринска, административного центра Туринского городского округа Свердловской области. Михаил появился на свет в семье крестьянина Степана Рысева, занимавшегося земледелием и пошивом кожаных рукавиц. Был брат Григорий (13 января 1911 года в выездной сессии Тобольского окружного суда в городе Туринске рассматривалось дело по обвинению Григория Степановича Рысева по 180 статье Устава о наказаниях). Среднее образование будущий депутат получил в уездном городском трёхклассном училище в самом Туринске.
После смерти отца Михаил продолжил семейное предприятие и открыл небольшой кожевенный завод. В 1907—1909 годах Рысев являлся волостным старшиной Туринской городовой волости. Он также занимался сельским хозяйством и торговлей продукцией своего завода.
В 1907 году был избран выборщиком в первый съезд в Тобольское губернское избирательное собрание из города Туринска от крестьянской курии для выбора членов третьей Государственной думы.
В июле 1911 года М. С. Рысев был избран уполномоченным туринского городского самоуправления и городским старостой Туринска. На новой должности он имел годовое жалованье в 600 рублей. Михаил Степанович вынужден был отказаться от этого поста уже в 1912 году, став депутатом Госдумы. За непродолжительный срок в звании старосты, он успел стать членом правления детского приюта имени А. М. Хмелевой, членом попечительского совета женской прогимназии, а также начальником местной пожарной дружины.

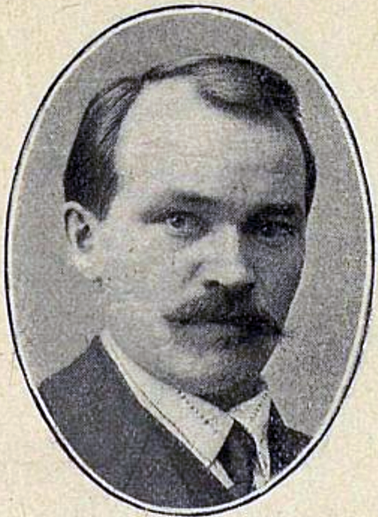
М. С. Рысев около 1913

Кроме того, Михаил Рысев продолжал заниматься предпринимательской деятельностью: он являлся доверенным лицом маслодельного крестьянского артельного завода. В 1912 году ему удалось получить официальное разрешение на строительство здания Туринского общественного собрания, не утраченного и сегодня.
25 октября 1912 года М. С. Рысев, крестьянин по сословию, был избран в Четвёртую Государственную думу Российской империи от съезда уполномоченных от волостей Тобольской губернии.
В последней Думе Империи Рысев вошёл во фракцию Трудовой группы. Он стал членом сразу трёх думских комиссий: земельной, продовольственной и комиссии по рыболовству. Также входил в Сибирскую парламентскую группу, в которой состояли многие народные избранники от Сибири и Урала.
12 октября 1917 года зарегистрирован в Тобольской окружной по делам о выборах в Учредительное собрание комиссии членом в кандидаты в Учредительное собрание от Трудовой народно-социалистической партии по Тобольской губернии.
Из «последумской» биографии Михаила Степановича Рысева известен один единственный факт — в конце 1917 года он продолжал проживать в Петрограде. Его дальнейшая судьба на сегодняшний день неизвестна.
В 1933 году лишен избирательных прав как земледелец, имеющий кроме того промысловое или промышленное заведение с применением наёмного труда.

## Семья

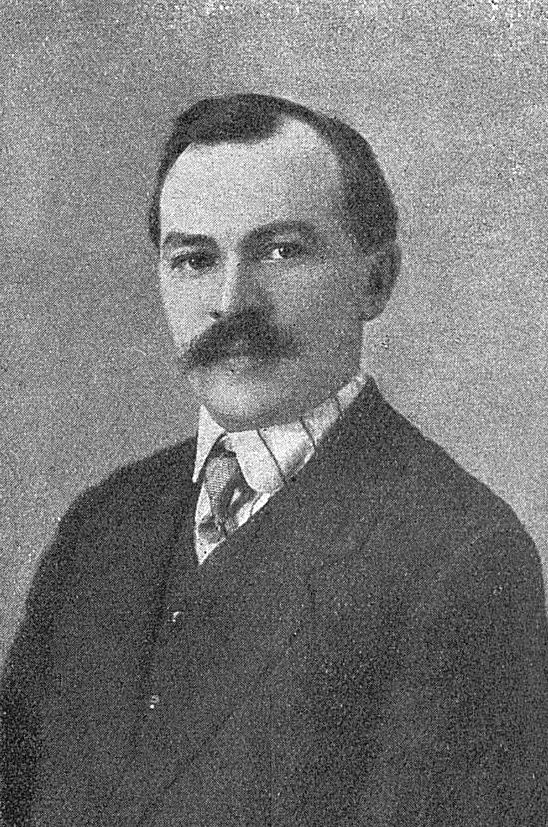
М.С. Рысев

По состоянию на 1907 год Михаил Степанович Рысев состоял в официальном браке и имел троих детей. Внук, Станислав Петрович Рысев (ум. 2014) занимал должность директора стадиона «Шахтёр» в Красноярске, был руководителем клуба оздоровительного бега.

### Книги
- Николаев А. Б. Рысев Михаил Степанович // Государственная дума Российской империи: 1906—1917 / Б. Ю. Иванов, А. А. Комзолова, И. С. Ряховская. — М.: РОССПЭН, 2008. — 735 с. — ISBN 978-5-8243-1031-3.
- Рысев // Члены Государственной думы (портреты и биографии): Четвертый созыв, 1912—1917 г. / сост. М. М. Боиович. — М.: Тип. Т-ва И. Д. Сытина, 1913. — LXIV, 454, [2] с.
- Рысев // 4-й созыв Государственной думы: Худож. фототип. альбом с портр. и биогр. — издание Н. Н. Ольшанского. — СПб., 1913. — С. [110], «Къ таблице 39». — [79] с., [46] л. ил., портр. с.
- Весь Петроградъ. — Петроград: изданіе т-ва А. С. Суворина, 1917. — 930 с. Архивировано 4 марта 2016 года.
- Кирьянов И. К. Рысев Михаил Степанович (1881 – н.р. 1917) // Российские парламентарии начала XX века: новые политики в новом политическом пространстве. — Пермь, 2006. — 368 с. — ISBN 5-93683-106-X. Архивировано 4 марта 2016 года.

### Статьи
- Павлова С. Первые представители Тобольской губернии в Государственной думе // Тюменские Известия: парламентская газета. — Тюмень, 2013. — 13 июля (№ 119).
- Гревнев В. Живого не жаловали. Мёртвого не пожалели // Красноярский рабочий. — 2014. — 13 марта.

Архивные источники
- РГИА. Ф. 1278. Оп. 9. Д. 689; Д. 1348. Л. 22.
- Дело по отношению туринского уездного исправника о разрешении крестьянину Туринской городовой волости Михаилу Рысеву строительства здания Туринского Общественного собрания. Проект строительства здания. 1912—1913 //   ГА в городе Тобольске. Ф. И353. Оп. 1. Д. 918.
- Протокол заседания Тобольского губернского избирательного собрания от 25.10.1912 г., выборные листы, списки кандидатов по выборам в Госдуму IV созыва. Биографические сведения избранных в Госдуму от Тобольской губернии А. С. Суханова, М. С. Рысева, В. И. Дзюбинского. 1912 //   ГА в городе Тобольске. Ф. И463. Оп. 1. Д. 16.